# 米德爾堡車站
米德爾堡車站（荷蘭語：Station Middelburg）是荷蘭澤蘭省首府米德爾堡的一座鐵路車站，位於羅森達爾－弗利辛根鐵路，啟用於1872年3月1日。原始的車站大樓至今仍在使用。2018年，每日平均旅客人次為4,666人。

## 服務
米德爾堡車站有前往弗利辛恩、胡斯、羅森達爾、鹿特丹、海牙、萊頓、哈勒姆和阿姆斯特丹的城際火車線路。每小時有兩列火車從雙向駛出。